# Liste des mammifères en Roumanie

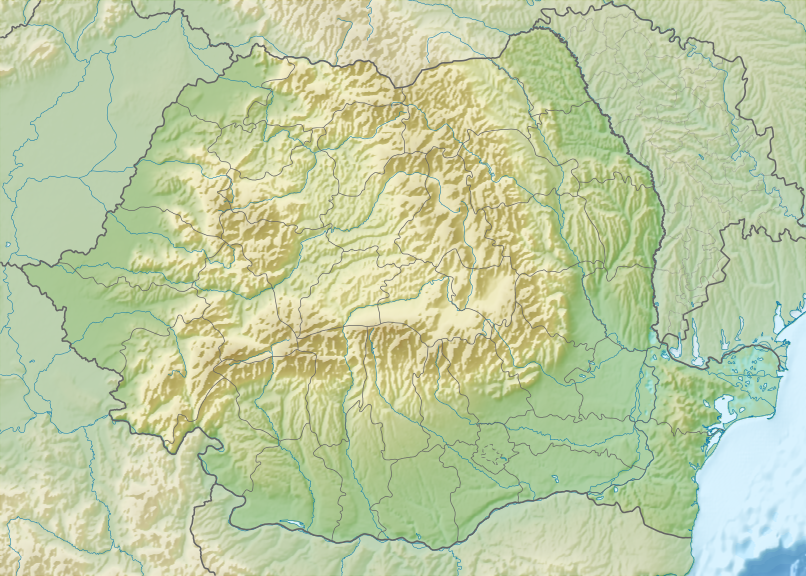
Carte topographique de la Roumanie.

Localisation de la Roumanie en Europe.

Cette liste commentée recense la mammalofaune en Roumanie. Elle répertorie les espèces de mammifères roumains actuels et celles qui ont été récemment classifiées comme éteintes (à partir de l'Holocène, depuis donc 11 700 ans av. J.‑C.). Cette liste comporte 116 espèces réparties en dix ordres et 26 familles, dont trois sont « en danger critique d'extinction », deux sont « en danger », sept sont « vulnérables », douze sont « quasi menacées » et deux ont des « données insuffisantes » pour être classées (selon les critères de la liste rouge de l'UICN au niveau mondial).
Elle contient au moins sept espèces introduites sur ce territoire, qui sont plus ou moins bien acclimatées. Il peut contenir aussi dans cette liste des animaux non reconnus par la liste rouge de l'UICN (deux mammifères ici) et ils sont classés en « non évalué » : cela étant dû notamment au manque de données et à des espèces domestiques, disparues ou éteintes avant le XVIe siècle. Il n'existe pas en Roumanie d'espèces et de sous-espèces de mammifères endémiques.

## Statuts de la liste rouge de l'UICN
Les statuts de conservation utilisés par la liste rouge de l'UICN mondiale sont :
| (EX) | Éteint                  | Il n'y a pas le moindre doute sur le fait que le dernier spécimen recensé est mort.                                                                   |
| (EW) | Éteint à l'état sauvage | L'espèce est connue uniquement en captivité ou en tant que population naturalisée bien en dehors de son ancienne aire de répartition.                 |
| (CR) | En danger critique      | L'espèce risque prochainement de s'éteindre à l'état sauvage.                                                                                         |
| (EN) | En danger               | L'espèce fait face à un très gros risque d'extinction à l'état sauvage.                                                                               |
| (VU) | Vulnérable              | L'espèce fait face à un gros risque d'extinction à l'état sauvage.                                                                                    |
| (NT) | Quasi menacé            | L'espèce ne satisfait pas un ou plusieurs des critères prévus qui permettraient de la catégoriser, mais pourrait risquer de s'éteindre dans le futur. |
| (LC) | Préoccupation mineure   | Il n'y a pas de risque identifiable pour l'espèce. |
| (DD) | Données insuffisantes   | Il n'y a pas d'information adéquate qui permettraient de faire une évaluation des risques pour cette espèce.                                          |
| (NE) | Non évalué              | L'espèce n'a pas encore été confrontée aux critères précédents, n'est pas reconnue par l'UICN ou bien s'est éteinte avant le XVIe siècle.             |

## Ordre:Primates

### Famille:Hominidés
| Nom binominal, nom vulgaire et citation d'auteurs | Nom vulgaire roumain (langue officielle de la Roumanie) | Origine et statut en Roumanie | Aire de répartition                    | Statut UICN mondial | Image         |
| ------------------------------------------------- | ------------------------------------------------------- | ----------------------------- | -------------------------------------- | ------------------- | ------------- |
| Homo sapiens (Homme moderne) Linnaeus, 1758       | Om                                                      | Autochtone,                   | Aire de répartition de l'Homme moderne | [ 2 ]               | Homme moderne |

## Ordre:Lagomorphes

### Famille:Léporidés
| Nom binominal, nom vulgaire et citation d'auteurs         | Nom vulgaire roumain (langue officielle de la Roumanie) | Origine et statut en Roumanie | Aire de répartition                     | Statut UICN mondial | Image            |
| --------------------------------------------------------- | ------------------------------------------------------- | ----------------------------- | --------------------------------------- | ------------------- | ---------------- |
| Lepus europaeus (Lièvre d'Europe) Pallas, 1778            | Iepure de câmp                                          | Autochtone                    | Aire de répartition du Lièvre d'Europe  | [ 3 ]               | Lièvre d'Europe  |
| Oryctolagus cuniculus (Lapin de garenne) (Linnaeus, 1758) | Iepure de vizuină                                       | Allochtone (Introduit),       | Aire de répartition du Lapin de garenne | [ 4 ]               | Lapin de garenne |

## Ordre:Rodentiens

### Famille:Castoridés
| Nom binominal, nom vulgaire et citation d'auteurs | Nom vulgaire roumain (langue officielle de la Roumanie) | Origine et statut en Roumanie | Aire de répartition                     | Statut UICN mondial | Image            |
| ------------------------------------------------- | ------------------------------------------------------- | ----------------------------- | --------------------------------------- | ------------------- | ---------------- |
| Castor fiber (Castor d'Eurasie) Linnaeus, 1758    | Castorul european                                       | Autochtone (Réintroduit),     | Aire de répartition du Castor d'Eurasie | [ 5 ]               | Castor d'Eurasie |

### Famille:Myocastoridés
| Nom binominal, nom vulgaire et citation d'auteurs | Nom vulgaire roumain (langue officielle de la Roumanie) | Origine et statut en Roumanie | Aire de répartition             | Statut UICN mondial | Image    |
| ------------------------------------------------- | ------------------------------------------------------- | ----------------------------- | ------------------------------- | ------------------- | -------- |
| Myocastor coypus (Ragondin) (Molina, 1782)        | Nutrie                                                  | Allochtone (Introduit)        | Aire de répartition du Ragondin | [ 7 ]               | Ragondin |

### Famille:Dipodidés
| Nom binominal, nom vulgaire et citation d'auteurs      | Nom vulgaire roumain (langue officielle de la Roumanie) | Origine et statut en Roumanie | Aire de répartition                            | Statut UICN mondial | Image                |
| ------------------------------------------------------ | ------------------------------------------------------- | ----------------------------- | ---------------------------------------------- | ------------------- | -------------------- |
| Sicista betulina (Siciste des bouleaux) (Pallas, 1779) | Șoarece săritor de pădure                               | Autochtone                    | Aire de répartition de la Siciste des bouleaux | [ 8 ]               | Siciste des bouleaux |
| Sicista subtilis (Siciste des steppes) (Pallas, 1773)  | Șoarece săritor de stepă                                | Autochtone                    | Illustration manquante                         | [ 9 ]               | Siciste des steppes  |

### Famille:Cricétidés
| Nom binominal, nom vulgaire et citation d'auteurs                        | Nom vulgaire roumain (langue officielle de la Roumanie) | Origine et statut en Roumanie | Aire de répartition                         | Statut UICN mondial | Image                  |
| ------------------------------------------------------------------------ | ------------------------------------------------------- | ----------------------------- | ------------------------------------------- | ------------------- | ---------------------- |
| Arvicola amphibius (Campagnol terrestre) (Linnaeus, 1758)                | Șobolan de apă                                          | Autochtone                    | Aire de répartition du Campagnol terrestre  | [ 10 ]              | Campagnol terrestre    |
| Arvicola scherman (Campagnol fouisseur) (Shaw, 1801)                     | Șobolan de apă de munte                                 | Autochtone                    | Aire de répartition du Campagnol fouisseur  | [ 11 ]              | Illustration manquante |
| Chionomys nivalis (Campagnol des neiges) (Martins, 1842)                 | Șoarece de zăpadă                                       | Autochtone                    | Aire de répartition du Campagnol des neiges | [ 12 ]              | Campagnol des neiges   |
| Microtus agrestis (Campagnol agreste) (Linnaeus, 1761)                   | Șoarece de pământ                                       | Autochtone                    | Aire de répartition du Campagnol agreste    | [ 13 ]              | Campagnol agreste      |
| Microtus arvalis (Campagnol des champs) (Pallas, 1778)                   | Șoarece de câmp                                         | Autochtone                    | Aire de répartition du Campagnol des champs | [ 14 ]              | Campagnol des champs   |
| Microtus levis (Campagnol d'Ondrias) Miller, 1908                        | Șoarece sudic de câmp                                   | Autochtone                    | Illustration manquante                      | [ 15 ]              | Campagnol d'Ondrias    |
| Microtus subterraneus (Campagnol souterrain) (de Sélys Longchamps, 1836) | Șoarece subpământean                                    | Autochtone                    | Illustration manquante                      | [ 16 ]              | Campagnol souterrain   |
| Microtus tatricus (Campagnol des Tatras) Kratochvíl, 1952                | Șoarece de Tatra                                        | Autochtone                    | Illustration manquante                      | [ 17 ]              | Campagnol des Tatras   |
| Myodes glareolus (Campagnol roussâtre) Schreber, 1780                    | Șoarece scurmător                                       | Autochtone                    | Aire de répartition du Campagnol roussâtre  | [ 18 ]              | Campagnol roussâtre    |
| Ondatra zibethicus (Rat musqué) (Linnaeus, 1766)                         | Bizam                                                   | Allochtone,                   | Aire de répartition du Rat musqué           | [ 20 ]              | Rat musqué             |
| Cricetulus migratorius (Hamster migrateur) (Pallas, 1773)                | Grivan cenușiu                                          | Autochtone                    | Illustration manquante                      | [ 21 ]              | Illustration manquante |
| Cricetus cricetus (Grand Hamster) (Linnaeus, 1758)                       | Hârciog european                                        | Autochtone                    | Aire de répartition du Grand Hamster        | [ 22 ]              | Grand Hamster          |
| Mesocricetus newtoni (Hamster de Newton) (Nehring, 1898)                 | Hamster românesc                                        | Autochtone                    | Illustration manquante                      | [ 23 ]              | Illustration manquante |

### Famille:Muridés
| Nom binominal, nom vulgaire et citation d'auteurs       | Nom vulgaire roumain (langue officielle de la Roumanie) | Origine et statut en Roumanie | Aire de répartition                     | Statut UICN mondial | Image                  |
| ------------------------------------------------------- | ------------------------------------------------------- | ----------------------------- | --------------------------------------- | ------------------- | ---------------------- |
| Apodemus agrarius (Mulot rayé) (Pallas, 1771)           | Șoarece de câmp                                         | Autochtone                    | Illustration manquante                  | [ 24 ]              | Mulot rayé             |
| Apodemus flavicollis (Mulot à collier) (Melchior, 1834) | Șoarece gulerat                                         | Autochtone                    | Aire de répartition du Mulot à collier  | [ 25 ]              | Mulot à collier        |
| Apodemus sylvaticus (Mulot sylvestre) (Linnaeus, 1758)  | Șoarece de pădure                                       | Autochtone                    | Aire de répartition du Mulot sylvestre  | [ 26 ]              | Mulot sylvestre        |
| Apodemus uralensis (Mulot pygmée) (Pallas, 1811)        | Șoarece de stepă                                        | Autochtone                    | Aire de répartition du Mulot pygmée     | [ 27 ]              | Mulot pygmée           |
| Micromys minutus (Rat des moissons) (Pallas, 1771)      | Șoarece pitic                                           | Autochtone                    | Aire de répartition du Rat des moissons | [ 28 ]              | Rat des moissons       |
| Mus musculus (Souris grise) Linnaeus, 1758              | Șoarece de casă                                         | Allochtone (Introduit),       | Aire de répartition de la Souris grise  | [ 29 ]              | Souris grise           |
| Mus spicilegus (Souris des steppes) Petényi, 1882       | Șoarece de spic                                         | Autochtone                    | Illustration manquante                  | [ 31 ]              | Illustration manquante |
| Rattus norvegicus (Rat surmulot) (Berkenhout, 1769)     | Șobolan cenușiu                                         | Allochtone (Introduit)        | Aire de répartition du Rat surmulot     | [ 32 ]              | Rat surmulot           |
| Rattus rattus (Rat noir) (Linnaeus, 1758)               | Șobolan negru                                           | Allochtone (Introduit)        | Aire de répartition du Rat noir         | [ 33 ]              | Rat noir               |

### Famille:Spalacidés
| Nom binominal, nom vulgaire et citation d'auteurs  | Nom vulgaire roumain (langue officielle de la Roumanie) | Origine et statut en Roumanie | Aire de répartition                      | Statut UICN mondial | Image                  |
| -------------------------------------------------- | ------------------------------------------------------- | ----------------------------- | ---------------------------------------- | ------------------- | ---------------------- |
| Spalax graecus (Spalax de Bukovine) Nehring, 1898  | Orbete mare                                             | Autochtone                    | Illustration manquante                   | [ 34 ]              | Illustration manquante |
| Spalax leucodon (Spalax occidental) Nordmann, 1840 | Orbete mic                                              | Autochtone                    | Aire de répartition du Spalax occidental | [ 35 ]              | Spalax occidental      |

### Famille:Gliridés
| Nom binominal, nom vulgaire et citation d'auteurs     | Nom vulgaire roumain (langue officielle de la Roumanie) | Origine et statut en Roumanie | Aire de répartition                 | Statut UICN mondial | Image          |
| ----------------------------------------------------- | ------------------------------------------------------- | ----------------------------- | ----------------------------------- | ------------------- | -------------- |
| Glis glis (Loir gris) Linnaeus, 1766                  | Pârș comun                                              | Autochtone                    | Aire de répartition du Loir gris    | [ 36 ]              | Loir gris      |
| Dryomys nitedula (Lérotin commun) (Pallas, 1778)      | Pârș de pădure                                          | Autochtone                    | Illustration manquante              | [ 37 ]              | Lérotin commun |
| Eliomys quercinus (Lérot commun) (Linnaeus, 1766)     | Pârș de stejar                                          | Autochtone                    | Aire de répartition du Lérot commun | [ 38 ]              | Lérot commun   |
| Muscardinus avellanarius (Muscardin) (Linnaeus, 1758) | Pârș de alun                                            | Autochtone                    | Aire de répartition du Muscardin    | [ 39 ]              | Muscardin      |

### Famille:Sciuridés
| Nom binominal, nom vulgaire et citation d'auteurs         | Nom vulgaire roumain (langue officielle de la Roumanie) | Origine et statut en Roumanie | Aire de répartition                            | Statut UICN mondial | Image                |
| --------------------------------------------------------- | ------------------------------------------------------- | ----------------------------- | ---------------------------------------------- | ------------------- | -------------------- |
| Sciurus vulgaris (Écureuil roux) Linnaeus, 1758           | Veverița roșcată                                        | Autochtone                    | Aire de répartition de l'Écureuil roux         | [ 40 ]              | Écureuil roux        |
| Marmota bobak (Marmotte des steppes) (Müller, 1776)       | Marmota de stepă                                        | Autochtone (Disparu),         | Aire de répartition de la Marmotte des steppes | [ 42 ]              | Marmotte des steppes |
| Marmota marmota (Marmotte des Alpes) (Linnaeus, 1758)     | Marmota alpină                                          | Autochtone (Réintroduit)      | Aire de répartition de la Marmotte des Alpes   | [ 43 ]              | Marmotte des Alpes   |
| Spermophilus citellus (Souslik d'Europe) (Linnaeus, 1766) | Popândău european                                       | Autochtone                    | Aire de répartition du Souslik d'Europe        | [ 44 ]              | Souslik d'Europe     |

## Ordre:Érinacéomorphes

### Famille:Érinacéidés
| Nom binominal, nom vulgaire et citation d'auteurs                  | Nom vulgaire roumain (langue officielle de la Roumanie) | Origine et statut en Roumanie | Aire de répartition                         | Statut UICN mondial | Image                |
| ------------------------------------------------------------------ | ------------------------------------------------------- | ----------------------------- | ------------------------------------------- | ------------------- | -------------------- |
| Erinaceus roumanicus (Hérisson des Balkans) Barrett-Hamilton, 1900 | Arici est european                                      | Autochtone                    | Aire de répartition du Hérisson des Balkans | [ 45 ]              | Hérisson des Balkans |

## Ordre:Soricomorphes

### Famille:Soricidés
| Nom binominal, nom vulgaire et citation d'auteurs           | Nom vulgaire roumain (langue officielle de la Roumanie) | Origine et statut en Roumanie | Aire de répartition                             | Statut UICN mondial | Image                 |
| ----------------------------------------------------------- | ------------------------------------------------------- | ----------------------------- | ----------------------------------------------- | ------------------- | --------------------- |
| Crocidura leucodon (Crocidure leucode) (Hermann, 1780)      | Chițcan de câmp                                         | Autochtone                    | Aire de répartition de la Crocidure leucode     | [ 46 ]              | Crocidure leucode     |
| Crocidura suaveolens (Crocidure des jardins) (Pallas, 1811) | Chițcan de grădină                                      | Autochtone                    | Aire de répartition de la Crocidure des jardins | [ 47 ]              | Crocidure des jardins |
| Neomys anomalus (Crossope de Miller) Cabrera, 1907          | Chițcan mic de apă                                      | Autochtone                    | Aire de répartition de la Crossope de Miller    | [ 48 ]              | Crossope de Miller    |
| Neomys fodiens (Crossope aquatique) (Pennant, 1771)         | Chițcan de apă                                          | Autochtone                    | Aire de répartition de la Crossope aquatique    | [ 49 ]              | Crossope aquatique    |
| Sorex alpinus (Musaraigne alpine) Schinz, 1837              | Chițcan de munte                                        | Autochtone                    | Aire de répartition de la Musaraigne alpine     | [ 50 ]              | Musaraigne alpine     |
| Sorex araneus (Musaraigne carrelet) Linnaeus, 1758          | Chițcan de pădure                                       | Autochtone                    | Aire de répartition de la Musaraigne carrelet   | [ 51 ]              | Musaraigne carrelet   |
| Sorex minutus (Musaraigne pygmée) Linnaeus, 1766            | Chițcan pitic                                           | Autochtone                    | Aire de répartition de la Musaraigne pygmée     | [ 52 ]              | Musaraigne pygmée     |

### Famille:Talpidés
| Nom binominal, nom vulgaire et citation d'auteurs | Nom vulgaire roumain (langue officielle de la Roumanie) | Origine et statut en Roumanie | Aire de répartition                      | Statut UICN mondial | Image          |
| ------------------------------------------------- | ------------------------------------------------------- | ----------------------------- | ---------------------------------------- | ------------------- | -------------- |
| Talpa europaea (Taupe d'Europe) Linnaeus, 1758    | Cârtiță                                                 | Autochtone                    | Aire de répartition de la Taupe d'Europe | [ 53 ]              | Taupe d'Europe |

## Ordre:Chiroptères

### Famille:Rhinolophidés
| Nom binominal, nom vulgaire et citation d'auteurs             | Nom vulgaire roumain (langue officielle de la Roumanie) | Origine et statut en Roumanie | Aire de répartition                          | Statut UICN mondial | Image                  |
| ------------------------------------------------------------- | ------------------------------------------------------- | ----------------------------- | -------------------------------------------- | ------------------- | ---------------------- |
| Rhinolophus blasii (Rhinolophe de Blasius) Peters, 1866       | Liliac cu potcoavă a lui Blasius                        | Autochtone                    | Aire de répartition du Rhinolophe de Blasius | [ 55 ]              | Illustration manquante |
| Rhinolophus euryale (Rhinolophe euryale) Blasius, 1853        | Liliac mediteranean cu potcoavă                         | Autochtone                    | Aire de répartition du Rhinolophe euryale    | [ 56 ]              | Rhinolophe euryale     |
| Rhinolophus ferrumequinum (Grand Rhinolophe) (Schreber, 1774) | Liliac mare cu potcoavă                                 | Autochtone                    | Aire de répartition du Grand Rhinolophe      | [ 57 ]              | Grand Rhinolophe       |
| Rhinolophus hipposideros (Petit Rhinolophe) (Bechstein, 1800) | Liliac mic cu potcoavă                                  | Autochtone                    | Aire de répartition du Petit Rhinolophe      | [ 58 ]              | Petit Rhinolophe       |
| Rhinolophus mehelyi (Rhinolophe de Méhely) Matschie, 1901     | Liliac cu potcoavă a lui Méhely                         | Autochtone                    | Aire de répartition du Rhinolophe de Méhely  | [ 59 ]              | Rhinolophe de Méhely   |

### Famille:Vespertilionidés
| Nom binominal, nom vulgaire et citation d'auteurs                             | Nom vulgaire roumain (langue officielle de la Roumanie) | Origine et statut en Roumanie | Aire de répartition                                | Statut UICN mondial | Image                       |
| ----------------------------------------------------------------------------- | ------------------------------------------------------- | ----------------------------- | -------------------------------------------------- | ------------------- | --------------------------- |
| Miniopterus schreibersii (Minioptère de Schreibers) (Kuhl, 1817)              | Liliac cu aripi lungi                                   | Autochtone                    | Aire de répartition du Minioptère de Schreibers    | [ 60 ]              | Minioptère de Schreibers    |
| Myotis alcathoe (Murin d'Alcathoé) von Helversen & Heller, 2001               | — aucun —                                               | Autochtone                    | Aire de répartition du Murin d'Alcathoé            | [ 62 ]              | Murin d'Alcathoé            |
| Myotis aurascens (Murin doré) Kuzjakin, 1935                                  | Liliac cu mustăți de stepă                              | Autochtone                    | Aire de répartition du Murin doré                  | [ 63 ]              | Illustration manquante      |
| Myotis bechsteinii (Murin de Bechstein) (Kuhl, 1817)                          | Liliac cu urechi mari                                   | Autochtone                    | Aire de répartition du Murin de Bechstein          | [ 64 ]              | Murin de Bechstein          |
| Myotis blythii (Petit Murin) (Tomes, 1857)                                    | Liliac cu urechi de șoarece                             | Autochtone,                   | Aire de répartition du Petit Murin                 | [ 65 ]              | Petit Murin                 |
| Myotis brandtii (Murin de Brandt) (Eversmann, 1845)                           | Liliac lui Brandt                                       | Autochtone                    | Aire de répartition du Murin de Brandt             | [ 66 ]              | Murin de Brandt             |
| Myotis capaccinii (Murin de Capaccini) (Bonaparte, 1837)                      | Liliac cu picioare lungi                                | Autochtone                    | Aire de répartition du Murin de Capaccini          | [ 67 ]              | Murin de Capaccini          |
| Myotis dasycneme (Murin des marais) (Boie, 1825)                              | Liliac de iaz                                           | Autochtone                    | Aire de répartition du Murin des marais            | [ 68 ]              | Murin des marais            |
| Myotis daubentonii (Murin de Daubenton) (Kuhl, 1817)                          | Liliac de apă                                           | Autochtone                    | Aire de répartition du Murin de Daubenton          | [ 69 ]              | Murin de Daubenton          |
| Myotis emarginatus (Murin à oreilles échancrées) (É. Geoffroy, 1806)          | Liliac cărămiziu                                        | Autochtone                    | Aire de répartition du Murin à oreilles échancrées | [ 70 ]              | Murin à oreilles échancrées |
| Myotis myotis (Grand Murin) (Borkhausen, 1797)                                | Liliac comun                                            | Autochtone                    | Aire de répartition du Grand Murin                 | [ 71 ]              | Grand Murin                 |
| Myotis mystacinus (Murin à moustaches) (Kuhl, 1817)                           | Noptar cu mustăți                                       | Autochtone                    | Aire de répartition du Murin à moustaches          | [ 72 ]              | Murin à moustaches          |
| Myotis nattereri (Murin de Natterer) (Kuhl, 1817)                             | Liliac lui Natteri                                      | Autochtone                    | Aire de répartition du Murin de Natterer           | [ 73 ]              | Murin de Natterer           |
| Eptesicus nilssonii (Sérotine de Nilsson) (Keyserling & Blasius, 1839)        | Liliac nordic                                           | Autochtone                    | Aire de répartition de la Sérotine de Nilsson      | [ 74 ]              | Sérotine de Nilsson         |
| Eptesicus serotinus (Sérotine commune) (Schreber, 1774)                       | Liliac târziu                                           | Autochtone                    | Aire de répartition de la Sérotine commune         | [ 75 ]              | Sérotine commune            |
| Nyctalus lasiopterus (Grande Noctule) (Schreber, 1780)                        | Nictal gigantic                                         | Autochtone                    | Aire de répartition de la Grande Noctule           | [ 76 ]              | Grande Noctule              |
| Nyctalus leisleri (Noctule de Leisler) (Kuhl, 1817)                           | Nictal mic                                              | Autochtone                    | Aire de répartition de la Noctule de Leisler       | [ 77 ]              | Noctule de Leisler          |
| Nyctalus noctula (Noctule commune) (Schreber, 1774)                           | Liliac de seară                                         | Autochtone                    | Aire de répartition de la Noctule commune          | [ 78 ]              | Noctule commune             |
| Pipistrellus kuhlii (Pipistrelle de Kuhl) (Kuhl, 1817)                        | Liliac pitic al lui Kuhl                                | Autochtone                    | Aire de répartition de la Pipistrelle de Kuhl      | [ 79 ]              | Pipistrelle de Kuhl         |
| Pipistrellus nathusii (Pipistrelle de Nathusius) (Keyserling & Blasius, 1839) | Liliac pitic al lui Nathusius                           | Autochtone                    | Aire de répartition de la Pipistrelle de Nathusius | [ 80 ]              | Pipistrelle de Nathusius    |
| Pipistrellus pipistrellus (Pipistrelle commune) (Schreber, 1774)              | Liliac pitic                                            | Autochtone                    | Aire de répartition de la Pipistrelle commune      | [ 81 ]              | Pipistrelle commune         |
| Pipistrellus pygmaeus (Pipistrelle pygmée) (Leach, 1825)                      | Liliac pigmeu                                           | Autochtone                    | Aire de répartition de la Pipistrelle pygmée       | [ 82 ]              | Pipistrelle pygmée          |
| Barbastella barbastellus (Barbastelle d'Europe) (Schreber, 1774)              | Liliac cârn                                             | Autochtone                    | Aire de répartition de la Barbastelle d'Europe     | [ 83 ]              | Barbastelle d'Europe        |
| Plecotus auritus (Oreillard roux) (Linnaeus, 1758)                            | Liliac urecheat brun                                    | Autochtone                    | Aire de répartition de l'Oreillard roux            | [ 84 ]              | Oreillard roux              |
| Plecotus austriacus (Oreillard gris) (J. Fischer, 1829)                       | Liliac urecheat cenuşiu                                 | Autochtone                    | Aire de répartition de l'Oreillard gris            | [ 85 ]              | Oreillard gris              |
| Hypsugo savii (Vespère de Savi) (Bonaparte, 1837)                             | Liliac lui Savii                                        | Autochtone                    | Aire de répartition de la Vespère de Savi          | [ 86 ]              | Vespère de Savi             |
| Vespertilio murinus (Sérotine bicolore) Linnaeus, 1758                        | Liliac bicolor                                          | Autochtone                    | Aire de répartition de la Sérotine bicolore        | [ 87 ]              | Sérotine bicolore           |

## Ordre:Cétacés

### Famille:Delphinidés
| Nom binominal, nom vulgaire et citation d'auteurs             | Nom vulgaire roumain (langue officielle de la Roumanie) | Origine et statut en Roumanie | Aire de répartition                               | Statut UICN mondial | Image                      |
| ------------------------------------------------------------- | ------------------------------------------------------- | ----------------------------- | ------------------------------------------------- | ------------------- | -------------------------- |
| Delphinus delphis (Dauphin commun à bec court) Linnaeus, 1758 | — aucun —                                               | Autochtone                    | Aire de répartition du Dauphin commun à bec court | [ 88 ]              | Dauphin commun à bec court |
| Tursiops truncatus (Grand Dauphin commun) (Montagu, 1821)     | Delfinul cu bot gros                                    | Autochtone                    | Aire de répartition du Grand Dauphin commun       | [ 89 ]              | Grand Dauphin commun       |

### Famille:Phocœnidés
| Nom binominal, nom vulgaire et citation d'auteurs    | Nom vulgaire roumain (langue officielle de la Roumanie) | Origine et statut en Roumanie | Aire de répartition                    | Statut UICN mondial | Image           |
| ---------------------------------------------------- | ------------------------------------------------------- | ----------------------------- | -------------------------------------- | ------------------- | --------------- |
| Phocoena phocoena (Marsouin commun) (Linnaeus, 1758) | Marsuin                                                 | Autochtone                    | Aire de répartition du Marsouin commun | [ 90 ]              | Marsouin commun |

## Ordre:Artiodactyles

### Famille:Bovidés
| Nom binominal, nom vulgaire et citation d'auteurs | Nom vulgaire roumain (langue officielle de la Roumanie) | Origine et statut en Roumanie       | Aire de répartition                     | Statut UICN mondial | Image            |
| ------------------------------------------------- | ------------------------------------------------------- | ----------------------------------- | --------------------------------------- | ------------------- | ---------------- |
| Saiga tatarica (Antilope saïga) (Linnaeus, 1766)  | Antilopa saiga                                          | Autochtone (Disparu)                | Aire de répartition de l'Antilope saïga | [ 91 ]              | Antilope saïga   |
| Bison bonasus (Bison d'Europe) (Linnaeus, 1758)   | Zimbru                                                  | Autochtone (Réintroduit)            | Aire de répartition du Bison d'Europe   | [ 93 ]              | Bison d'Europe   |
| Bos taurus (Taurin) Linnaeus, 1758                | Taur                                                    | Autochtone (Peut-être réintroduit), | Aire de répartition du Taurin           | (NE)                |                  |
| Ovis aries (Mouflon oriental) Linnaeus, 1758      | Muflon                                                  | Allochtone (Introduit)              | Aire de répartition du Mouflon oriental | [ 96 ]              | Mouflon oriental |
| Rupicapra rupicapra (Chamois) (Linnaeus, 1758)    | Capra neagră                                            | Autochtone                          | Aire de répartition du Chamois          | [ 97 ]              | Chamois          |

### Famille:Cervidés
| Nom binominal, nom vulgaire et citation d'auteurs         | Nom vulgaire roumain (langue officielle de la Roumanie) | Origine et statut en Roumanie | Aire de répartition                       | Statut UICN mondial | Image              |
| --------------------------------------------------------- | ------------------------------------------------------- | ----------------------------- | ----------------------------------------- | ------------------- | ------------------ |
| Alces alces (Élan) (Linnaeus, 1758)                       | Elan                                                    | Autochtone (Recolonisateur),  | Aire de répartition de l'Élan             | [ 99 ]              | Élan               |
| Capreolus capreolus (Chevreuil européen) (Linnaeus, 1758) | Căprioară                                               | Autochtone                    | Aire de répartition du Chevreuil européen | [ 100 ]             | Chevreuil européen |
| Cervus elaphus (Cerf élaphe) Linnaeus, 1758               | Cerb                                                    | Autochtone                    | Aire de répartition du Cerf élaphe        | [ 101 ]             | Cerf élaphe        |
| Dama dama (Daim européen) (Linnaeus, 1758)                | Cerb lopătar                                            | Autochtone (Réintroduit),     | Aire de répartition du Daim européen      | [ 103 ]             | Daim européen      |

### Famille:Suidés
| Nom binominal, nom vulgaire et citation d'auteurs | Nom vulgaire roumain (langue officielle de la Roumanie) | Origine et statut en Roumanie | Aire de répartition                       | Statut UICN mondial | Image              |
| ------------------------------------------------- | ------------------------------------------------------- | ----------------------------- | ----------------------------------------- | ------------------- | ------------------ |
| Sus scrofa (Sanglier d'Eurasie) Linnaeus, 1758    | Mistreț                                                 | Autochtone                    | Aire de répartition du Sanglier d'Eurasie | [ 104 ]             | Sanglier d'Eurasie |

## Ordre:Périssodactyles

### Famille:Équidés
| Nom binominal, nom vulgaire et citation d'auteurs | Nom vulgaire roumain (langue officielle de la Roumanie) | Origine et statut en Roumanie       | Aire de répartition              | Statut UICN mondial | Image     |
| ------------------------------------------------- | ------------------------------------------------------- | ----------------------------------- | -------------------------------- | ------------------- | --------- |
| Equus hemionus (Hémione) Pallas, 1775             | Măgarul asiatic                                         | Autochtone (Disparu)                | Aire de répartition de l'Hémione | [ 105 ]             | Hémione   |
| Equus hydruntinus (Hydrontin) Regàlia, 1904       | — aucun —                                               | Autochtone (Éteint),                | Illustration manquante           | (NE)                | Hydrontin |
| Equus caballus (Cheval) Linnaeus, 1758            | Cal                                                     | Autochtone (Peut-être réintroduit), | Aire de répartition du Cheval    | [ 109 ]             | Cheval    |

## Ordre:Carnivores

### Famille:Canidés
| Nom binominal, nom vulgaire et citation d'auteurs      | Nom vulgaire roumain (langue officielle de la Roumanie) | Origine et statut en Roumanie | Aire de répartition                   | Statut UICN mondial | Image          |
| ------------------------------------------------------ | ------------------------------------------------------- | ----------------------------- | ------------------------------------- | ------------------- | -------------- |
| Canis aureus (Chacal doré) Linnaeus, 1758              | Șacal auriu                                             | Allochtone, ou autochtone     | Aire de répartition du Chacal doré    | [ 111 ]             |                |
| Canis lupus (Loup gris) Linnaeus, 1758                 | Lup cenușiu                                             | Autochtone                    | Aire de répartition du Loup gris      | [ 112 ]             | Loup gris      |
| Nyctereutes procyonoides (Chien viverrin) (Gray, 1834) | Câine enot                                              | Allochtone                    | Aire de répartition du Chien viverrin | [ 113 ]             | Chien viverrin |
| Vulpes vulpes (Renard roux) (Linnaeus, 1758)           | Vulpe roșie                                             | Autochtone                    | Aire de répartition du Renard roux    | [ 114 ]             | Renard roux    |

### Famille:Ursidés
| Nom binominal, nom vulgaire et citation d'auteurs | Nom vulgaire roumain (langue officielle de la Roumanie) | Origine et statut en Roumanie | Aire de répartition                | Statut UICN mondial | Image     |
| ------------------------------------------------- | ------------------------------------------------------- | ----------------------------- | ---------------------------------- | ------------------- | --------- |
| Ursus arctos (Ours brun) Linnaeus, 1758           | Urs brun                                                | Autochtone                    | Aire de répartition de l'Ours brun | [ 115 ]             | Ours brun |

### Famille:Mustélidés
| Nom binominal, nom vulgaire et citation d'auteurs     | Nom vulgaire roumain (langue officielle de la Roumanie) | Origine et statut en Roumanie | Aire de répartition                        | Statut UICN mondial | Image              |
| ----------------------------------------------------- | ------------------------------------------------------- | ----------------------------- | ------------------------------------------ | ------------------- | ------------------ |
| Lutra lutra (Loutre commune) (Linnaeus, 1758)         | Vidra de râu                                            | Autochtone                    | Aire de répartition de la Loutre commune   | [ 116 ]             | Loutre commune     |
| Martes foina (Fouine) (Erxleben, 1777)                | Jder de piatră                                          | Autochtone                    | Aire de répartition de la Fouine           | [ 117 ]             | Fouine             |
| Martes martes (Martre des pins) (Linnaeus, 1758)      | Jder de copac                                           | Autochtone                    | Aire de répartition de la Martre des pins  | [ 118 ]             | Martre des pins    |
| Meles meles (Blaireau européen) (Linnaeus, 1758)      | Viezure                                                 | Autochtone                    | Aire de répartition du Blaireau européen   | [ 119 ]             | Blaireau européen  |
| Mustela lutreola (Vison d'Europe) (Linnaeus, 1761)    | Nurcă europeană                                         | Autochtone                    | Aire de répartition du Vison d'Europe      | [ 120 ]             | Vison d'Europe     |
| Mustela erminea (Hermine) Linnaeus, 1758              | Hermină                                                 | Autochtone                    | Aire de répartition de l'Hermine           | [ 121 ]             | Hermine            |
| Mustela nivalis (Belette d'Europe) Linnaeus, 1766     | Nevăstuică                                              | Autochtone                    | Aire de répartition de la Belette d'Europe | [ 122 ]             | Belette d'Europe   |
| Mustela eversmanii (Putois des steppes) Lesson, 1827  | Dihor de stepă                                          | Autochtone                    | Aire de répartition du Putois des steppes  | [ 123 ]             | Putois des steppes |
| Mustela putorius (Putois d'Europe) Linnaeus, 1758     | Dihor de casă                                           | Autochtone                    | Aire de répartition du Putois d'Europe     | [ 124 ]             | Putois d'Europe    |
| Neovison vison (Vison d'Amérique) (Schreber, 1777)    | Nurca americană                                         | Allochtone (Introduit)        | Aire de répartition du Vison d'Amérique    | [ 126 ]             | Vison d'Amérique   |
| Vormela peregusna (Putois marbré) (Güldenstädt, 1770) | Dihor pătat                                             | Autochtone                    | Aire de répartition du Putois marbré       | [ 127 ]             | Putois marbré      |

### Famille:Phocidés
| Nom binominal, nom vulgaire et citation d'auteurs                | Nom vulgaire roumain (langue officielle de la Roumanie) | Origine et statut en Roumanie | Aire de répartition                                 | Statut UICN mondial | Image                        |
| ---------------------------------------------------------------- | ------------------------------------------------------- | ----------------------------- | --------------------------------------------------- | ------------------- | ---------------------------- |
| Monachus monachus (Phoque moine de Méditerranée) (Hermann, 1779) | Foca călugăr                                            | Autochtone (Disparu)          | Aire de répartition du Phoque moine de Méditerranée | [ 128 ]             | Phoque moine de Méditerranée |

### Famille:Félidés
| Nom binominal, nom vulgaire et citation d'auteurs | Nom vulgaire roumain (langue officielle de la Roumanie) | Origine et statut en Roumanie | Aire de répartition                 | Statut UICN mondial | Image        |
| ------------------------------------------------- | ------------------------------------------------------- | ----------------------------- | ----------------------------------- | ------------------- | ------------ |
| Felis silvestris (Chat sauvage) Schreber, 1777    | Pisică sălbatică                                        | Autochtone                    | Aire de répartition du Chat sauvage | [ 129 ]             | Chat sauvage |
| Lynx lynx (Lynx boréal) (Linnaeus, 1758)          | Râsul carpatin                                          | Autochtone                    | Aire de répartition du Lynx boréal  | [ 130 ]             | Lynx boréal  |
| Panthera leo (Lion) (Linnaeus, 1758)              | Leu                                                     | Autochtone (Disparu)          | Aire de répartition du Lion         | [ 132 ]             | Lion         |